# Cinara laricifex
Cinara laricifex är en insektsart som först beskrevs av Fitch 1858.  Cinara laricifex ingår i släktet Cinara och familjen långrörsbladlöss. Inga underarter finns listade i Catalogue of Life.